# Brittney Skye
Brittney Skye, pseudonimo di Brandie Rae Rothwell (Los Angeles, 5 novembre 1977), è un'ex attrice pornografica statunitense, regista di film per adulti.

## Biografia
Frequenta le scuole superiori alla Southampton High School a Long Island, finendole però in California. Ma tra ragazzi e la sua passione per lo snowboard non frequenta molto tali scuole.
Prima di iniziare la sua carriera cinematografica, ha lavorato nella progettazione di camere da letto per bambini e successivamente in un negozio a dettaglio. Brittney Skye ha iniziato a calcare le scene hardcore nel 2001 ed è apparsa in oltre 550 titoli, in particolare in molti episodi della serie Shane's World.
Fin dall'inizio rifiuta di firmare contratti con imprese del settore, sostenendo di voler lavorare per se stessa. Nel novembre 2003 tuttavia, firma un contratto con Sineplex Entertainment, ma l'accordo viene rapidamente modificato in modo da non concedere nessuna esclusiva a Sineplex. In questa fase lavora come modella per TapOut Clothing, una compagnia di abbigliamento. Lei dice che l'attore pornografico con cui preferisce lavorare sia Nacho Vidal.
Il 15 giugno 2003, Brittney irrompe sul putting green all'Olympia Fields Country Club durante le fasi finali del U.S. Open. L'attrice, che era in topless in quel momento e portava scritto sul seno e sulla schiena l'URL di un casinò on-line, ha provato a porgere un fiore ad uno dei concorrenti, Jim Furyk.
Dopo aver trascorso una notte nel carcere della contea, a Brittney viene addebitato il conto per le sue azioni, quindi lascia lo Stato per tornare nella sua casa in California. Quando ritorna nell'Illinois per il processo, un giudice molto accigliato per le sue azioni richiede un ulteriore giorno di carcere per aver lasciato il paese. Alla fine paga una multa di 1.000 dollari e rimane in libertà vigilata per sei mesi.

## Riconoscimenti
- AVN Awards
  - 2006 – Best Couples Sex Scene (video) per Porn Star con Tommy Gunn[16]

## Filmografia

### Attrice
- Beach Bunny (2002)
- Beyond Reality 6 (2002)
- Big White Tits and Big Black Dicks 2 (2002)
- Black and White (2002)
- Blonde Jokes (2002)
- Blowjob Fantasies 15 (2002)
- Blowjob Fantasies 16 (2002)
- Brats Inc. 1 (2002)
- Brittney Skye AKA Filthy Whore (2002)
- Busty Beauties 6 (2002)
- Chasing The Big Ones 15 (2002)
- Cream Filling 1 (2002)
- Deep Oral Ladies 17 (2002)
- Deep Oral Ladies 18 (2002)
- Dirty Newcummers 11 (2002)
- Extreme Teen 23 (2002)
- Farmer's Daughters do College (2002)
- Filthy Little Cocksuckers (2002)
- Foot Traffic 2 (2002)
- Funny Boners 1 (2002)
- Girl Of My Dreams (2002)
- Girls School 5 (2002)
- Grin And Bare It (2002)
- Heist 2 (2002)
- Honey I'm Home (2002)
- Invasion Of Privacy 1 (2002)
- Jerome Tanner's Vice Squad (2002)
- Legal Skin 3 (2002)
- Little Bratz 1 (2002)
- Little Lace Panties 1 (2002)
- Love Potion 69 (2002)
- Love Untamed (2002)
- Malibu Blue (2002)
- Mind Phuk (2002)
- Naked Volleyball Girls (2002)
- Naughty College School Girls 23 (2002)
- Negro In Mrs. Jones 2 (2002)
- New Girls in Town 4 (2002)
- Nymph Fever 8 (2002)
- One Good Minute (2002)
- Operation Just Cooze 2 (2002)
- Oral Adventures of Craven Moorehead 11 (2002)
- Orifice Politics (2002)
- Pandora (2002)
- Passion Designer (2002)
- Pimped by an Angel 3 (2002)
- Princess Whore 2 (2002)
- Pyromania (2002)
- Return To The Edge (2002)
- Romantic Movie? (2002)
- Ron Jeremy on the Loose: Venice Beach (2002)
- Sexoholics (2002)
- Shadowplay (2002)
- Shane's World 30: Keepin It Real (2002)
- Skirts Up 2 (2002)
- Snoop Dogg's Hustlaz: Diary of a Pimp (2002)
- Sodomania 38 (2002)
- Sparks (2002)
- Spin the Bottle (2002)
- Sticky Side Up 3 (2002)
- Strip Teens 1: The School (2002)
- Sweet Miss Fortune (2002)
- Teen Diaries (2002)
- Teenland 3: Beauty Queen (2002)
- Temptress (2002)
- Trespass (2002)
- Try-a-teen 15 (2002)
- Unbelievably Blond (2002)
- V-eight 3 (2002)
- Violation of Ashley Blue (2002)
- Violation of Keegan Sky (2002)
- Vixen (2002)
- Wet Cotton Panties 21 (2002)
- Whore With No Name (2002)
- Wild and Wacky Adventures of Chloe (2002)
- Wonderland (2002)
- Young As They Cum 4 (2002)
- Young As They Cum 7 (2002)
- Young Muff 16 (2002)
- 100% Blowjobs 20 (2003)
- 100% Girls (2003)
- All Anal 1 (2003)
- Angel Face (2003)
- Angel X (2003)
- Any Dorm In A Storm (2003)
- Ashton's Auditions 1 (2003)
- Babes Ballin' Boys 9 (2003)
- Baby Dolls (2003)
- Bachelor (2003)
- Bad Girls Hideout (2003)
- Bed Bugs (2003)
- Bedazzled (2003)
- Bella's Perversions 3 (2003)
- Best of Brittney Skye (2003)
- Big Breasts of the West 2 (2003)
- Big Tit Brotha Lovers 2 (2003)
- Bizarre Peroxide Tales (2003)
- Blow Me Sandwich 3 (2003)
- Brittney's Perversions 1 (2003)
- Brittney's Perversions 2 (2003)
- Busty Beauties 4 (2003)
- Bed Bugs (2003)
- Bedazzled (2003)
- Bella's Perversions 3 (2003)
- Best of Brittney Skye (2003)
- Big Breasts of the West 2 (2003)
- Big Tit Brotha Lovers 2 (2003)
- Bizarre Peroxide Tales (2003)
- Blow Me Sandwich 3 (2003)
- Brittney's Perversions 1 (2003)
- Brittney's Perversions 2 (2003)
- Busty Beauties 4 (2003)
- Cake (2003)
- Calendar Issue 2003 (2003)
- Candy's Cock Show (2003)
- Club Freak (2003)
- College Invasion 1 (2003)
- Cynara's Dream Scenes (2003)
- Dirty Little Cheaters (2003)
- Double D Dolls 3 (2003)
- Double Decker Sandwich 2 (2003)
- Droppin' Loads 1 (2003)
- Eat A Dick 1 (2003)
- Everybody Wants Some 5 (2003)
- Exile (2003)
- Eye Spy: Cheyenne (2003)
- Fans Have Spoken 8 (2003)
- Fatt Entertainment Digital Magazine 1 (2003)
- Fidelity Inc. (2003)
- Finesse (2003)
- Flirts 5 (2003)
- Funny Boners 2 (2003)
- Hot Showers 9 (2003)
- I Dream of Big Tits 1 (2003)
- Identities (2003)
- Innocent And Blindfolded (2003)
- Jenna Loves Girls (2003)
- Jenna's Harem (2003)
- Kiss And Tell (2003)
- Leatherbound Dykes From Hell 22 (2003)
- Les Perversions 1 (2003)
- Lesbian Hooter Party (2003)
- Lesbian Talent Scouts (2003)
- Loaded (2003)
- Looking for Love (2003)
- Looking In (2003)
- Love and Bullets (II) (2003)
- Mirror Image (2003)
- More Than A Handful 12 (2003)
- More Than A Handful 13 (2003)
- My Digi-girl Brittney Skye (2003)
- Naughty Young Nurses (2003)
- Nineteen Video Magazine 51 (2003)
- No Limits (2003)
- Orgy Angels 2 (2003)
- Outlaw Nymphets (2003)
- Panty Paradise (2003)
- Pay To Play 1 (2003)
- Perfect Pink 14 (2003)
- Perfect Pink 16: Leather (2003)
- Photo Club (2003)
- Pillow Talk (2003)
- Pussy Poppers 31 (2003)
- Pussyman's Decadent Divas 22 (2003)
- Rub The Muff 8 (2003)
- Sex Fever (2003)
- Skater Chicks (2003)
- Sweet Hearts (2003)
- Tales From The Script 2 (2003)
- Tastefully Tyler (2003)
- Teens Never Say No! (2003)
- Test Drive (2003)
- There's Something About Jack 25 (2003)
- Third Date (2003)
- Tickled Pink (2003)
- Titsicle (2003)
- Topless Takedown 3 (2003)
- Trailer Trash Nurses 7 (2003)
- Tricked Me (2003)
- True Power (2003)
- Unforgettable (2003)
- Voluptuous 4 (2003)
- Wet Between the Thighs 1 (2003)
- Wet Pink 1 (2003)
- When The Boyz Are Away The Girlz Will Play 10 (2003)
- Where the Bad Girls Are (2003)
- Whore Hunters (2003)
- Wicked Sorceress (2003)
- Young Blonde Voyeurs 1 (2003)
- Young Girls in Prison (2003)
- Young Hip Huggers Dripping Wett (2003)
- 100% Blondes (2004)
- 100% Blowjobs 28 (2004)
- Adventures of Be the Mask 1 (2004)
- Apprentass 1 (2004)
- Beef Eaters 1 (2004)
- Between the Teens (2004)
- Big Boobs of DDU (2004)
- Big Tit Swim Team (2004)
- Blowjob Mania (2004)
- Bondage Dolls 2 (2004)
- Brittney's Perversions 3 (2004)
- Camera Club (2004)
- Campus Sex Addicts (2004)
- Cindy's Way 2 (2004)
- Cocktease Photographers (2004)
- College Guide To Anal Sex (2004)
- College Invasion 6 (2004)
- Crazy Sex In Crazy Places (2004)
- Cream Pie For The Straight Guy 1 (2004)
- Cum on In 1 (2004)
- Dawn of the Debutantes 16 (2004)
- Dayton's Sexual Confusion (2004)
- DD Pizza Girls (2004)
- Deep in Cream 5: Cum on In (2004)
- Desires of a Dominatrix 6 (2004)
- Don't Tell Mom the Babysitter Fucked Me (2004)
- Drilled And Filled (2004)
- Droppin' Loads 3 (2004)
- Dummies Guide to Porn 1 (2004)
- Expose Rose (2004)
- Flash 1 (2004)
- Flash 2 (2004)
- Foot Fucking Freaks (2004)
- Getting Stoned 1 (2004)
- Grand Theft Anal 4 (2004)
- Hooter Castle (2004)
- Hunger Within (2004)
- Hustler's Greatest Tits (2004)
- I Cream On Genie 1 (2004)
- In Sex (2004)
- Internal Cumbustion 4 (2004)
- Irresistible Temptations (2004)
- Jack's Playground 17 (2004)
- JKP Sex Camp (2004)
- Knocturnal's Uncensored Record Release Party 1 (2004)
- Knocturnal's Uncensored Record Release Party 2 (2004)
- KSEX Games 2004 (2004)
- Late Night Sessions With Tony Tedeschi (2004)
- Lipstick Lesbians 1 (2004)
- Lipstick Lesbians 2 (2004)
- Loose Morals: In the Streets (2004)
- Love Those Curves (2004)
- Make Me Cum (2004)
- Mirage (2004)
- My First Love (2004)
- Passions (2004)
- Pay To Play 2: Anal Playoff (2004)
- Payback (2004)
- Perfect Pink 19: Saints & Sinners (2004)
- Porking With Pride 2 (2004)
- Porn Star (2004)
- Portraits of a Porn Star (2004)
- Pussyman's Decadent Divas 24 (2004)
- Runaround Sue (2004)
- School Of Hard Knockers 3 (2004)
- Sex Talk 1 (2004)
- Shattered (2004)
- Snow Job (2004)
- Stick It in My Face 2: That Dick Ain't Gonna Suck Itself (2004)
- Stocking Secrets 8 (2004)
- Strap-On Sirenz 3: Sissy Fuckation (2004)
- Strapped (2004)
- Surfer Girls 1 (2004)
- Sybian Amateurs 3 (2004)
- Take No Prisoners (2004)
- Teen Angel (2004)
- Tits Ahoy 1 (2004)
- Total Babe 4: "It" Girls (2004)
- Trisha's Bitches (2004)
- True Hardwood Stories (2004)
- Twat Squad (2004)
- Twisted Nurses 2 (2004)
- Voluptuous 5 (2004)
- Way I Am (2004)
- Wild On X 1 (2004)
- Wild On X 2 (2004)
- Young and Stacked 4 (2004)
- Young Blonde Voyeurs 2 (2004)
- 100% Blowjobs 33 (2005)
- 100% Blowjobs 35 (2005)
- 12 Nasty Girls Masturbating 1 (2005)
- 31 Flavors (2005)
- Adventures of Be the Mask 2 (2005)
- All White Meat (2005)
- American Ass 4 (2005)
- Anal Fiction (2005)
- Apprentass 3 (2005)
- Babes.TV 4 (2005)
- Beautiful Lies (2005)
- Beauty and the Bodyguard (2005)
- Blondes Deluxxxe (2005)
- Blowjob Fantasies 22 (2005)
- Briana's Backyard BBQ (2005)
- Charm School Cherries (2005)
- College Invasion 7 (2005)
- Cotton Panties Half Off (2005)
- Coyote Nasty (2005)
- Cum Beggars 2 (2005)
- Desperately Horny Housewives (2005)
- Double D Divas (2005)
- Erotik (2005)
- Evoke (2005)
- Exposed: Featuring Brittney Skye (2005)
- Fem Sonata (2005)
- Finger Licking Good 2 (2005)
- Harlot (2005)
- Hikin' Ho's (2005)
- Huge Rack Club 1 (2005)
- Hustler Centerfolds 5 (2005)
- I Love Carmen 1 (2005)
- I Love It Black 1 (2005)
- Lettin' Her Fingers Do The Walking (2005)
- Locked Cocked and Two Smoking Holes (2005)
- Monster Tits (2005)
- Nailed With Cum (2005)
- No Man's Land 40 (2005)
- On The Job (2005)
- Once You Go Black 4 (2005)
- Pandora's Box (2005)
- Platinum Angels (2005)
- Poke-her For Idiots (2005)
- Porn Set Sluts (2005)
- Porn Star Station 2 (2005)
- Prisoner (2005)
- Put It Wherever 1 (2005)
- Rapture (2005)
- Raw Desire (2005)
- Reality Test 1 (2005)
- Rock Slut (2005)
- Sexual Chemistry (II) (2005)
- Spring Break Sex Kittens (2005)
- Stalker (2005)
- Star Whores (2005)
- Summer School Sex Kittens (2005)
- Super Divas Diary (2005)
- Swallow Me POV 3 (2005)
- Swap The Pop 2 (2005)
- Tits Ahoy 2 (2005)
- Wank On Me (2005)
- Wicked Sex Party 7 (2005)
- Women On Top Of Men 1 (2005)
- All Girl Euphoria (2006)
- All Star Big Boobs (2006)
- Baby Doll Big Top 1 (2006)
- Big Tits Big Dicks (2006)
- Big Titty Woman 2 (2006)
- Blonde and Confused (2006)
- Brat Pack (2006)
- Bring Your A Game 1 (2006)
- Brittney's Lipstick Lesbians (2006)
- Busty Beauties: 20th Anniversary Special Edition (2006)
- Every Man's Fantasy: 2 Girls for Every Man 4 (2006)
- Grub Girl (2006)
- Hitting It From Behind (2006)
- Muff 2 (2006)
- My Secret Life (2006)
- Nikita's Extreme Idols (2006)
- No Boys, No Toys 1 (2006)
- No Silicone Zone (2006)
- Picture Perfect (2006)
- Pink Paradise 1 (2006)
- Ready Set Blow (2006)
- Sapphic Liaisons 2 (2006)
- Secrets (2006)
- Sex Therapy 2 (2006)
- Sex Whisperer (2006)
- Sexpose' 3: Brittney Skye (2006)
- Soloerotica 7 (2006)
- Sophia Syndrome (2006)
- Spunn Out (2006)
- Strap-On Club 1 (2006)
- Teradise Island 1 (2006)
- Twin Peaks 2 (2006)
- Ultimate Poker Babes: Adult Stars Strip-Off (2006)
- Women in Control (2006)
- Adventure Sex 4 (2007)
- All American Fuck Fest (2007)
- Big Boob Centerfolds (2007)
- Big Boob Paradise (II) (2007)
- Creamery (2007)
- Double Penetration 4 (2007)
- Hannah Harper Anthology (2007)
- Lewd Lube Jobs (2007)
- Lost'en Legal (2007)
- Lust in Time (2007)
- My Space 2 (2007)
- Pussy Treasure (2007)
- Sex Mania (2007)
- Sexual Desires (2007)
- Sexual Exploits of Jean Val Jean (2007)
- Soloerotica 9 (2007)
- Stuff Me Up 2 (2007)
- Tainted Teens 4 (2007)
- Titty Fuckers (2007)
- 2 Chicks To Lick Your Dick 1 (2008)
- Big Butt Brotha Lovers 12 (2008)
- Big Tit Brotha Lovers 11 (2008)
- Big Tit Brotha Lovers 12 (2008)
- Big White Bubble Butts 3 (2008)
- Blondes In Bondage (2008)
- Blow Your Load Down My Throat (2008)
- Little White Chicks Huge Black Monster Dicks 4 (2008)
- My Aunt Likes Big Black Dicks (2008)
- My Space 3 (2008)
- No Man's Land: Girls in Love (2008)
- Pass It On (2008)
- POV Blowjobs 1 (2008)
- Pussy Lickin Lesbians 2 (2008)
- Teen Coochie Chaos (2008)
- Teen MILF 7 (2008)
- Teenage Brotha Lovers 11 (2008)
- Teradise Island 2 (2008)
- Young and Juicy Big Tits 4 (2008)
- Big Boob Bikini Beach (2009)
- Creamy Faces 1 (2009)
- Dirty Blondes (II) (2009)
- Dirty Old Men 3 (2009)
- Feeding Frenzy 10 (2009)
- Ninn Wars 4 (2009)
- Sex Time (2009)
- Dude I Banged Your Sister 2 (2010)
- Flynt Vault: Classic Superstars (2010)
- Self Service Sex 3 (2010)
- Best of Ron Jeremy (2011)
- Self Service Sex 4 (2011)
- Big Wet Butts 8 (2012)
- Peanut Butter D Cup (2012)

### Regista
- Brittney's Perversions 1 (2003)
- Brittney's Perversions 2 (2003)
- Brittney's Perversions 3 (2004)
- Brittney's Lipstick Lesbians (2006)
- Pink Paradise 1 (2006)
- Sexpose' 3: Brittney Skye (2006)